# La mancha humana
La mancha humana (en inglés The Human Stain) es una novela del escritor estadounidense Philip Roth, publicada en Estados Unidos en mayo del 2000.

## Sinopsis
Coleman Silk, un hombre ya entrado en años, encuentra a Nathan Zuckerman, y le pide que le ayude a escribir su historia. La esposa acaba de fallecer, probablemente a causa de la injusticia cometida contra su marido, quien en su momento fue decano de la ficticia Universidad Atenas, así como profesor de literatura clásica, y repentinamente forzado a tomar una jubilación anticipada a causa de acusaciones de racismo.
Después de un intercambio de ideas, los dos hombres renuncian a ese proyecto, pero surge una amistad entre ellos. Luego, circunstancias de vida de Coleman Silk alejan a estos dos personajes. 
La historia que cuenta Nathan Zuckerman sobre la vida de Coleman, entremezcla retornos al pasado sobre su propia vida y la de los otros protagonistas, revelando el secreto por el cual Coleman rehusó de defenderse frente a la injusta acusación.

## Íncipit
Il was in the summer og 1998 thay my neighbor Coleman Silk −who, before retiring two years earlier, had been a classic professor at nearby Athena College for some twenty-odd years as well as serving for sixteen more as the dean of faculty− confided to me that, at the age of seventy-one, he was having an affair with a thirty-four-year-old cleaning woman who worked down at the college. Twice a week she also cleaned the rural post office, a small gray clapboard shack that looked as if it might have sheltered an Okie family from the winds of the Dust Bowel back in...
Íncipit de la novela original en inglés.

Corría el verano de 1998 cuando mi vecino Coleman Silk, quien antes de retirarse dos años atrás, fue profesor de lenguas clásicas en la cercana Universidad de Athena durante veintitantos años y, a lo largo de dieciséis de ellos, actuó también como decano de la facultad, me dijo confidencialmente que, a los setenta y un años de edad, tenía relaciones sexuales con una mujer de la limpieza, que contaba treinta y cuatro años y que trabajaba en la universidad. Dos veces a la semana la mujer limpiaba también...
Íncipit de la novela en español.

## Premios y distinciones
- 2001: 
  - PEN/Faulkner Award
  - WH Smith Literary Award
- 2002: 
  - Prix Médicis étranger

## Adaptaciones al cine
- 2003: The Human Stain, película norteamericana de Robert Benton con Anthony Hopkins y Nicole Kidman.

## Diferentes ediciones
- La mancha humana, traducción de Jordi Fibla. Alfaguara. Madrid, 2001.